# Platforma za reproduktivnu pravdu
Platforma za reproduktivnu pravdu zastupa feminističke vrijednosti pravednosti, nenasilja, solidarnosti i slobode kroz organiziranu političku borbu za zaštitu i unapređenje reproduktivnih i seksualnih prava i zdravlja. Okuplja organizacije koje se bave pravima žena, ljudskim pravima, zagovaranjem sekularnosti, LGBTIQ* pravima, te pojedince iz akademske, aktivističke i umjetničke sfere, liječnike, i dr. Broji trideset aktivnih članica iz preko deset organizacija i preko pedeset podržavajućih članica iz više od petnaest organizacija.
Platforma je osnovana u ožujku 2017. godine kao reakcija na odluku Ustavnog suda RH za ocjenom ustavnosti Zakona o zdravstvenim mjerama za ostvarivanje prava na slobodno odlučivanje o rađanju djece i naloga Hrvatskom saboru da u roku od dvije godine donese novi zakon. Cilj Platforme je okupiti široku koaliciju saveznika u borbi za očuvanje stečenih reproduktivnih prava, ali i podizanje razine reproduktivnih i socijalnih prava. 

## Akcije
Platforma je od svog osnutka organizirala niz akcija kojima ukazuje na stanje reproduktivnih prava u Hrvatskoj i kojima zahtijeva legalan, dostupan pobačaj bez naplate za pacijentice. 
Akcije su za cilj imale pozivanje na otpor ograničavanju reproduktivnih i drugih prava žena, upozoravanje na posljedice odbijanja izvršavanja pobačaja iz vjerskih razloga, problematiziranje stigmatizacije pobačaja i žena koje se na pobačaj odlučuju, osvještavanja socioekonomskog konteksta reproduktivnih prava, zagovaranje medikamentoznog pobačaja, zagovaranje sveobuhvatne seksualne edukacije, itd.
Platforma je 2019. u suradnji sa Ženskom sobom, Inicijativom #SpasiMe i Zakladom Solidarna pokrenula kampanju #PravdaZaDjevojčice.